# Río Chamelecón
Río Chamelecón är ett vattendrag i Honduras. Det ligger i den nordvästra delen av landet, 210 km norr om huvudstaden Tegucigalpa.